# Gymnelia perniciosa
Gymnelia perniciosa là một loài bướm đêm thuộc phân họ Arctiinae, họ Erebidae.